# Fasana (Schiff, 1925)
Die Fasana war ein Minenleger und Landungsschiff der italienischen Marine (Regia Marina) und wurde ab 1944 von der deutschen Kriegsmarine als Minenschiff in der Adria eingesetzt.

## Bau und Technische Daten
Die Fasana war das Typschiff einer Klasse von insgesamt vier Schiffen, die 1925–27 in Dienst gestellt wurden. Sie wurde auf der Werft Navalmeccanica (Cantieri di Castellammare di Stabia) in Castellammare di Stabia gebaut, ebenso wie ihre geringfügig größeren Schwesterschiffe Buccari, Durazzo und Pelagosa. Die Fasana lief am 24. September 1924 vom Stapel und wurde im März 1925 in Dienst gestellt. Das Schiff war 66,3 m lang (58,6 m in der Wasserlinie) und 9,75 m breit und hatte maximal 2,0 m Tiefgang. Die Wasserverdrängung betrug 531 Tonnen (standard) bzw. 705 t (maximal). Zwei Schiffsdieselmotoren von Fiat mit zusammen 700 PS und zwei Schrauben ermöglichten eine Höchstgeschwindigkeit von 10 Knoten. Der Bunkervorrat betrug 20 Tonnen und erlaubte eine Reichweite von 700 Seemeilen. Das Schiff war mit einer 7,6-cm-Kanone L/40 von Ansaldo bewaffnet und konnte bis zu 54 Minen mitführen. 1935 wurde die Bewaffnung durch zwei 2,0-cm-Fla-Zwillinge L/65 verstärkt, und 1940 kamen noch einmal zwei 2,0-cm-Flak in Einzellafetten hinzu. Die Besatzung zählte 66–71 Mann.

## Laufbahn

### Italienische Marine
Am 10. Juni 1940, dem Tag des italienischen Kriegseintritts, befand sich das Schiff in La Spezia. Es wurde in den folgenden vier Wochen, zusammen mit dem Minenleger Crotone und den Hilfsminenlegern Orlando und Sgarallino, zum Legen umfangreicher Minensperren im Ligurischen Meer, vor Monte Argentario und bei Elba eingesetzt. Danach wurde es zeitweise als Transporter verwendet. Von Juli bis Dezember 1942 wurde die Fasana, zusammen mit den Hilfsminenlegern San Giorgio und Laurana, in der Adria vor Split (Dalmatien) und Budva (Montenegro) eingesetzt. Im Juni 1943 legte sie eine Minensperre zwischen Rovigno und Pola, im August eine weitere im Kanal von Faresina (Cres).

### Deutsche Kriegsmarine
Am 10. September 1943 wurde die Fasana im Hafen von Triest von der deutschen Kriegsmarine beschlagnahmt und nach Reparatur am 20. April 1944 als Minenschiff in Dienst gestellt, unter Beibehaltung ihres bisherigen Namens.  Sie wurde zunächst zu Sicherungsaufgaben, dann aber zumeist zum Auswerfen von Minensperren in der oberen Adria eingesetzt, letzteres oft gemeinsam mit dem Minenschiff Kiebitz.
Die Fasana wurde am 2. Mai 1945, angesichts der vorrückenden alliierten Streitkräfte, in der Tagliamento-Mündung von ihrer Besatzung auf Strand gesetzt und in Brand gesteckt, zusammen mit den verbliebenen R-Booten der 6. Räumbootsflottille. Die Besatzungen kamen in britische Gefangenschaft.

### Verbleib
Das Schiff wurde nach Kriegsende von der Marina Militare geborgen und diente noch bis zum 1. September 1950. Dann wurde es abgewrackt.

## Schwesterschiffe
Die drei Schwesterschiffe waren mit 755 t Verdrängung etwas größer.
- Die Buccari, 1925 vom Stapel gelaufen, wurde 1927 in Dienst gestellt, im Krieg als Transporter eingesetzt, am 9. September 1943 in La Spezia selbstversenkt, und 1947 gehoben und verschrottet.
- Die Durazzo, 1926 gebaut, wurde ebenfalls 1927 in Dienst gestellt und im Krieg als Transporter eingesetzt; sie wurde am 22. Juli 1943 östlich von Korsika von dem britischen U-Boot Safari versenkt.
- Die Pelagosa, 1927 gebaut, wurde am 9. September 1943 bei dem Versuch, in einen alliierten Hafen zu entkommen, von deutscher Küstenartillerie etwa 10 Seemeilen vor Genua versenkt.